# Hot Chocolate
Hot Chocolate var ett engelskt soulband på 1970- och 1980-talen. Bandet skapades av Errol Brown som föddes på Jamaica och Tony Wilson född på Trinidad.
Gruppen hade hits nästan varje år mellan 1970 och 1987 på brittiska singellistan. Deras mest kända låt, "You Sexy Thing", är den enda låt hittills som legat på Storbritanniens top 10-lista under 1970-, 1980- och 1990-talen. Bandets första låt var en reggaecover på John Lennons "Give Peace a Chance", men för att få släppa låten behövde de Lennons medgivande. John Lennon blev dock positivt överraskad och godkände låten nästan direkt. 
År 1970 började bandet släppa sina egna låtar som till exempel "I Believe in Love", "Love Is Life" och "Emma". 1976 släppte Hot Chocolate albumet I Like Your Style med hitsen "You Sexy Thing" och "Every 1's A Winner". De gjorde också singeln "Brother Louie" som enligt många fans är deras absolut bästa låt även om den inte slog igenom kommersiellt, antagligen på grund av att den inte har samma discokänsla som många av deras andra låtar. År 1982 när de släppt ett tiotal top 10-hits, och skaffat sig en stor beundrarskara, släppte de låten "It Started With a Kiss" som slog alla deras tidigare säljrekord. 
1997 kom Hot Chocolate tillbaka tack vare låten "You Sexy Thing" som var med i en känd scen från storfilmen The Male Lead, Gaz. 1999 kom "You Sexy Thing" tillbaka på duken ännu en gång när Burger King använde den i en massiv reklamkampanj för deras Double Whopper. Bandet Hot Chocolate hade dock upplösts redan år 1986. Efter detta fortsatte Errol Brown göra några solo-låtar men det lyckades aldrig uppnå Hot Chocolates tidigare framgångar.

## Medlemmar
Nuvarande medlemmar
- Patrick Olive – slagverk (1968–1984, 1988, 1992–), basgitarr (1975–1984, 1988, 1992–)
- Tony Connor – trummor, slagverk (1970–1986, 1988, 1992–)
- Harvey Hinsley – gitarr (1970–1986, 1988, 1992–)
- Steve "Beast" Ansell – keyboard, gitarr (1994–)
- Andy Smith – keyboard (1994–)
- Kennie Simon - sång, keyboard (2010–)

Tidigare medlemmar
- Errol Brown – sång (1968–1986)
- Larry Ferguson - keyboard (1968 - 1986)
- Franklyn De Allie – gitarr (1968–1970)
- Tony Wilson – basgitarr (1968–1975)
- Jim King – trummor (1968–1970)
- Derek Lewis – slagverk, sång (1975)
- Brian Satterwhite – sång, basgitarr (1975)
- Rick Green – keyboard (1975)
- Grant Evelyn – sång (1988)
- Greg Bannis – sång (1992–2010)
- Steve Matthews – keyboard, sång (1992–1994)
- Willy Dowling – keyboard, sång (1992–1994)

## Diskografi
Studioalbum
- Cicero Park (1974)
- Hot Chocolate (1975)
- Man to Man (1976)
- Every 1's a Winner (1978)
- Going Through the Motions (1979)
- Class (1980)
- Mystery (1982)
- Love Shot (1983)
- Strictly Dance (1993)

Samlingsalbum
- XIV Greatest Hits (1976)
- 20 Hottest Hits (1979)
- The Very Best of Hot Chocolate (1987)
- Their Greatest Hits (1993)
- The Most of Hot Chocolate (1996)
- Greatest Hits Part Two (1999)
- Best of the 70s (2000)
- Brother Louie (2002)
- The Essential Collection (2004)
- A's B's & Rarities (2004)

Singlar (topp 10 på UK Singles Chart)
- "Love Is Life" (1970) (#6)
- "I Believe (In Love)" (1971) (#8)
- "Brother Louie" (1973) (#7)
- "Emma" (1974) (#3)
- "A Child's Prayer" (1975) (#7)
- "You Sexy Thing" (1975) (#2)
- "So You Win Again" (1977) (#1)
- "Put Your Love In Me" (1977) (#10)
- "No Doubt About It" (1980) (#2)
- "Girl Crazy" (1982) (#7)
- "It Started with a Kiss" (1982) (#5)
- "You Sexy Thing" (Ben Liebrand remix) (1987) (#10)
- "You Sexy Thing" (Ben Liebrand remix)" (återutgåva) (1997) (#6)